# Earl Shilton
Earl Shilton est une ville et une paroisse civile située dans le Leicestershire, en Angleterre.